# Maria Majdrowiczówna
Maria Majdrowiczówna, primo voto Karszo-Siedlecka, secundo voto Zakrzeńska (ur. 13 grudnia 1900 w Częstochowie, zm. 4 października 1984 w Krakowie) – polska aktorka teatralna i filmowa.

## Życiorys
Pochodziła z rodziny z tradycjami muzycznymi. Jej ojcem był aktor i śpiewak Eugeniusz Majdrowicz, który w 1884 r. poślubił aktorkę teatrów prowincjonalnych, Sylwestrę z Adlerów.
Debiutowała w 1915 roku w krakowskim Teatrze im. Słowackiego. Występowała w sztukach Lucjana Rydla, Juliusza Słowackiego, Stanisława Wyspiańskiego, Gabrieli Zapolskiej i Aleksandra Fredry. W 1918 roku przeniosła się do Warszawy, gdzie występowała w wielu teatrach. W roku 1927 zagrała w filmie Orlę w reżyserii Wiktora Biegańskiego, a w 1929 roku w filmie Mocny człowiek w reżyserii Henryka Szaro (adaptacja powieści Stanisława Przybyszewskiego). Wróciła do grania po II wojnie światowej, w 1969 roku obchodziła jubileusz czterdziestolecia pracy aktorskiej. Przeszła na emeryturę w roku 1970.